# Cmentarz parafialny w Cerekwicy (stary)
Cmentarz parafialny w Cerekwicy, tzw. stary – cmentarz parafii Podwyższenia Krzyża Świętego w Cerekwicy położony przy ul. Żalewskiej 1 w Cerekwicy. W 2017 na cmentarzu zidentyfikowano na nagrobkach czterdzieści nazwisk osób tu pochowanych.

## Historia
Cmentarz powstał w pierwszej połowie XIX wieku i jest ujęty w gminnej ewidencji zabytków gminy Rokietnica. Obecnie (2020) nie dokonuje się na nim nowych pochówków. W 1919 ziemianin, Maciej Koczorowski, właściciel Pamiątkowa, ufundował pomnik nad mogiłą Józefa Grzesiaka i Jana Bociana, powstańców wielkopolskich poległych w walkach pod Rynarzewem i Szubinem. W 2018, ze środków zebranych przez rodziców dzieci ze szkoły w Mrowinie, wykonano prace porządkowe i remontowe na nekropolii.
Obecnie pochówki odbywają się na nowym cmentarzu parafialnym przy ul. Szamotulskiej.

## Pochowani
Na cmentarzu pochowani są m.in.:
- Jan Bocian (1895–1919) – powstaniec wielkopolski z Pamiątkowa, uczestnik walk na froncie północnym, żołnierz 10. Pułku Strzelców Wielkopolskich, zmarły w wyniku odniesionych ran po bitwie pod Szubinem (12 stycznia 1919)[6],
- Józef Grzesiak (1891–1919) – powstaniec wielkopolski, uczestnik walk na froncie północnym, żołnierz 1. Kompanii I Wielkopolskiego Batalionu Saperów, poległy 18 lutego 1919 w trakcie bitwy pod Rynarzewem[6],
- Marcin Rzepka (1895–1925) – powstaniec wielkopolski z Napachania, uczestnik wojny z bolszewikami, odznaczony w 1921 Krzyżem Walecznych[6],
- Stanisław Rogalski (1885–1922) – żołnierz Armii generała Hallera[7].

Mogiła ziemna Jana Bociana i Józefa Grzesiaka ma założoną kartę ewidencyjną grobowca wojennego (nr 3021132_01_PW). Znajduje się w centrum cmentarza, przy prawej alei. Jest okolona betonowym krawężnikiem. W jej szczycie umieszczona jest stela. Mogiła ma wymiary 215 x 249 x 235 cm. Na krawężnikach okalających stoi siedem słupków betonowych połączonych żelaznym łańcuchem. Na steli wyrzeźbiono krzyż i twarz Chrystusa w polu o średnicy 30 cm. Pomnik wzniesiono w 1925, a poświęcono go w 1928. Napis nagrobny został zamalowany w 1939 przez okupantów niemieckich. Nagrobek odrestaurowano w 1946.
W 2008 na cmentarzu posadowiono głaz z tablicą pamiątkową z okazji 90. rocznicy powstania wielkopolskiego. W tym samym roku zbudowano na nekropolii ołtarz, wzniesiono krzyż i utwardzono główną aleję.

## Galeria

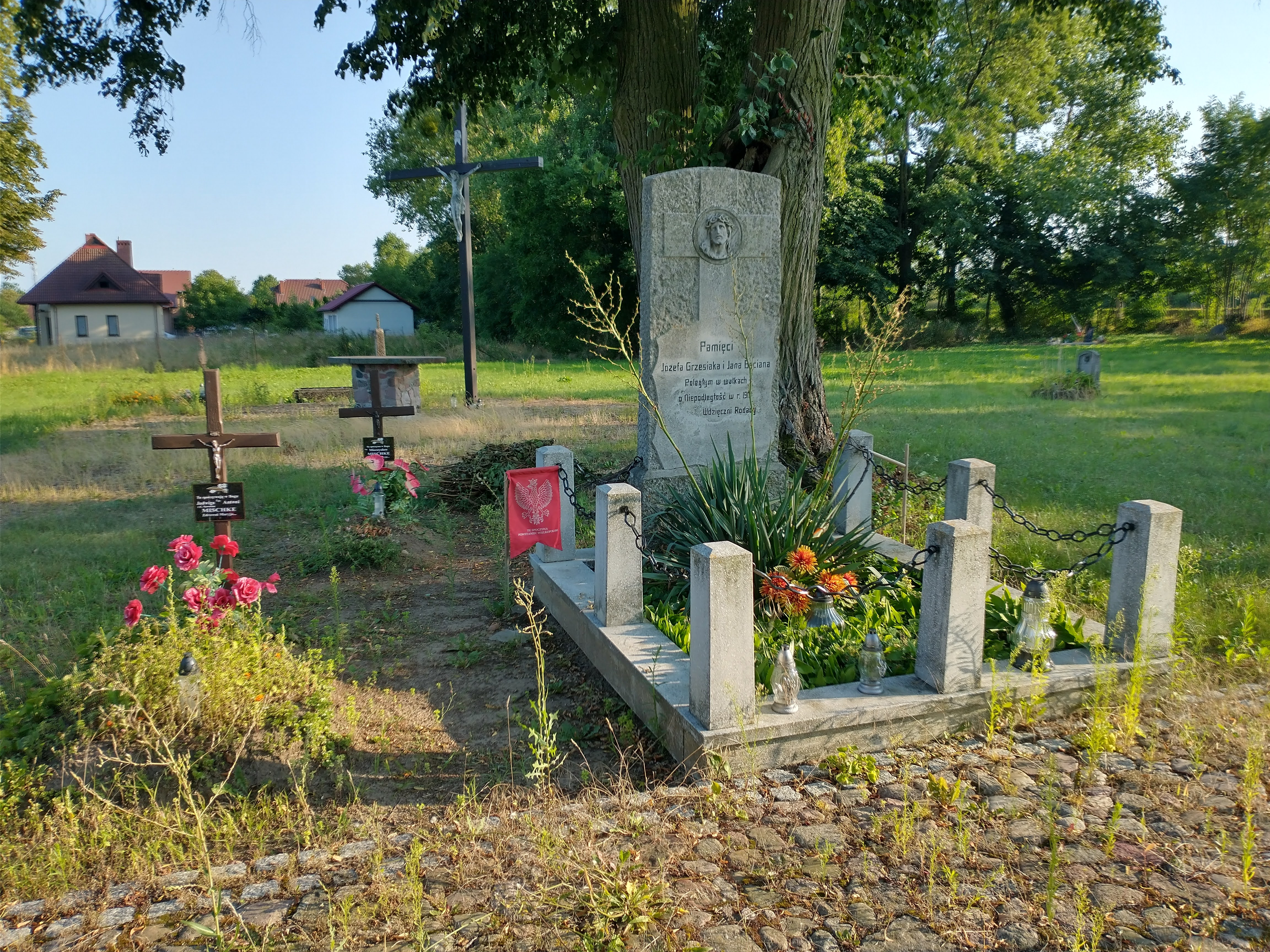
Grób Jana Bociana i Józefa Grzesiaka
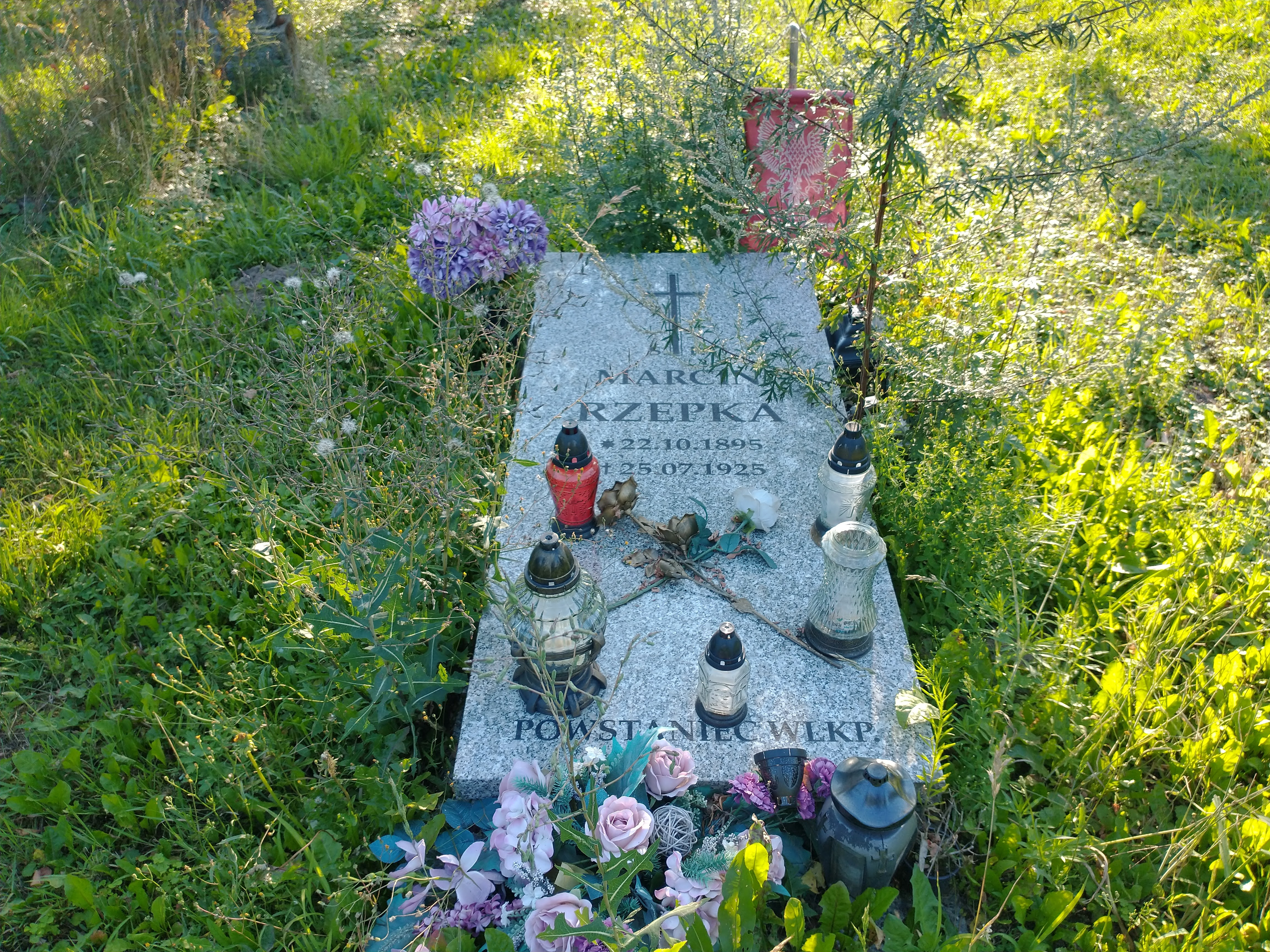
Grób Marcina Rzepki
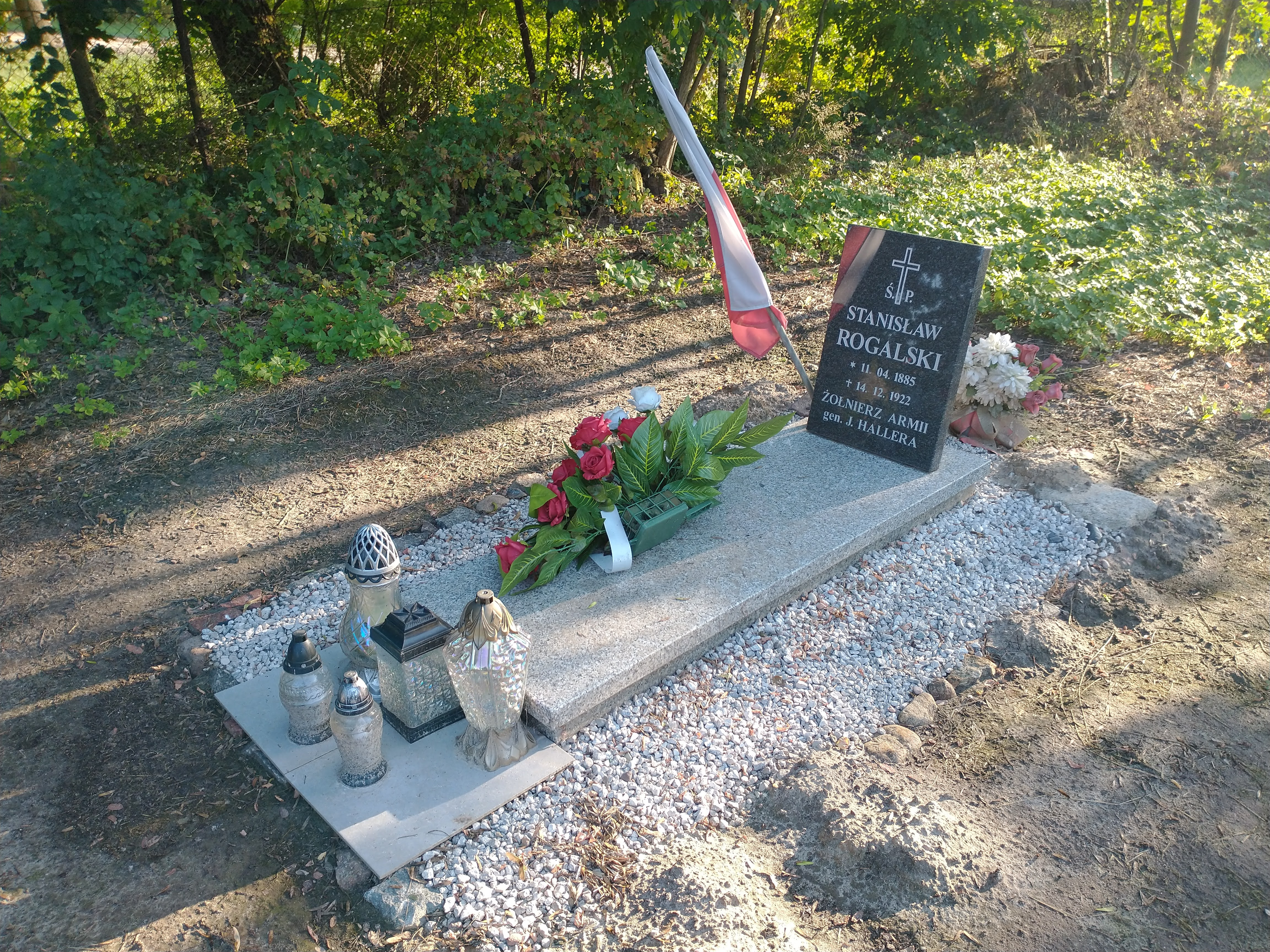
Grób Stanisława Rogalskiego